# Chris Boltendahl

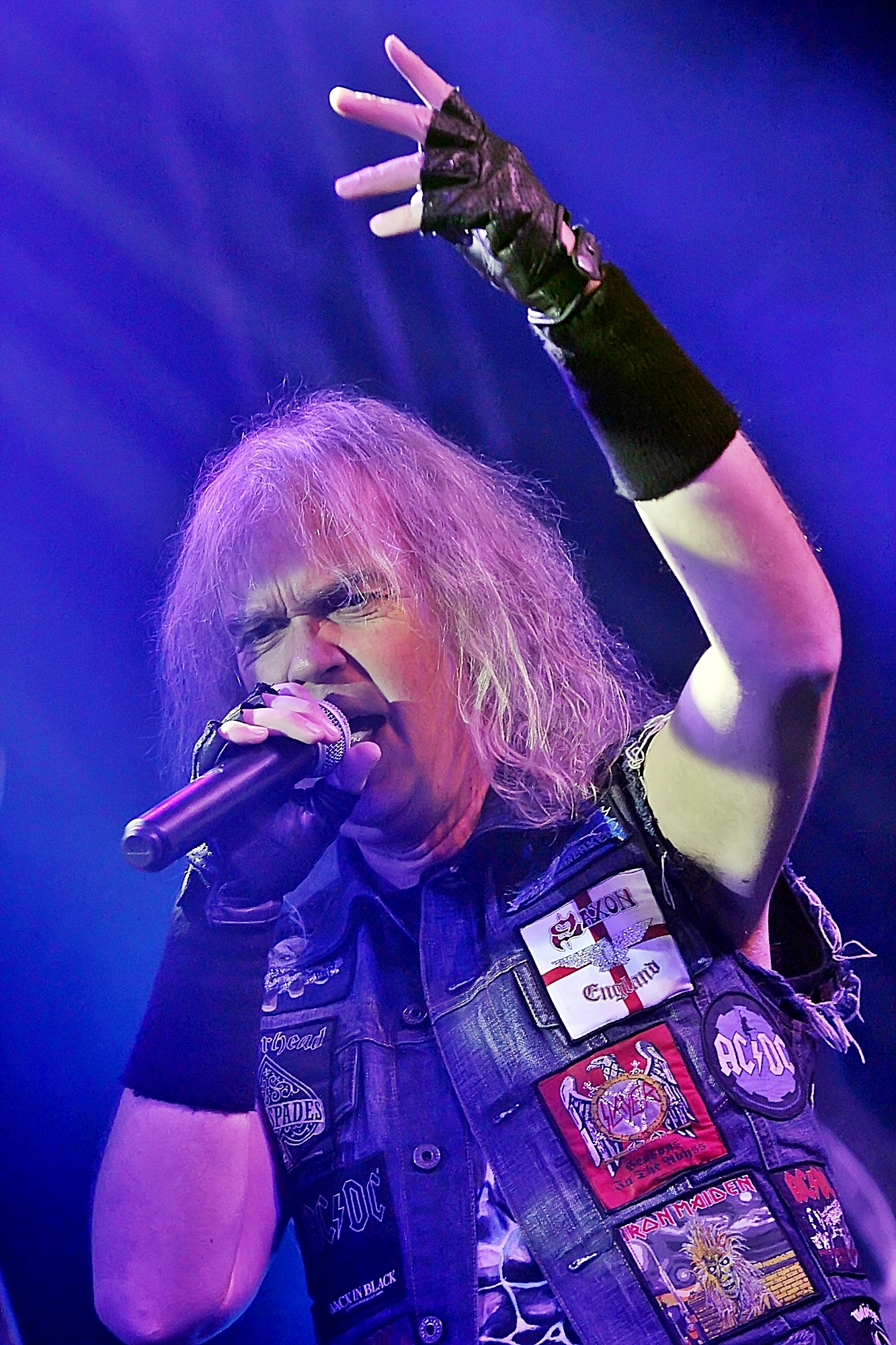
Chris Boltendahl mit Grave Digger bei einem Konzert in Bamberg 2019

Chris Boltendahl (* 2. Januar 1962 in Gladbeck) ist Sänger der deutschen Band Grave Digger, Fotograf und Maler.

## Leben
Zusammen mit Peter Masson und Phillip Seibel gründete Chris Boltendahl als Jugendlicher die deutsche Metal-Band Grave Digger in Gladbeck. Anfangs war Boltendahl noch nicht der Sänger, sondern der Bassist der Gruppe. Nur wenige Wochen vor dem ersten Plattenvertrag wurde er aufgrund interner Streitigkeiten aus der Band geworfen, kurze Zeit später jedoch wieder zurückgeholt, um auf der ersten Platte namens Heavy Metal Breakdown als Sänger mitzuwirken. Seitdem blieb er auch durchgehend der Sänger der Band.
Boltendahl managte u. a. um 1997 die deutsch-amerikanische Thrash-Metal-Band The Company.
Als es zwischen Boltendahl und damaligem Gitarristen Uwe Lulis zur Jahrtausendwende zu Streitigkeiten um die Nutzungsrechte am Namen der Band kam, stand die Gruppe kurz vor der Auflösung. Lulis verlor jedoch den Streit und Boltendahl konnte weiterhin Grave Digger als Bandnamen beanspruchen. Heute ist Boltendahl das einzige verbliebene Gründungsmitglied der Band.
Unter dem Titel Grave Digger. Die definitive Biografie brachte er 2002 eine Bandbiografie heraus.

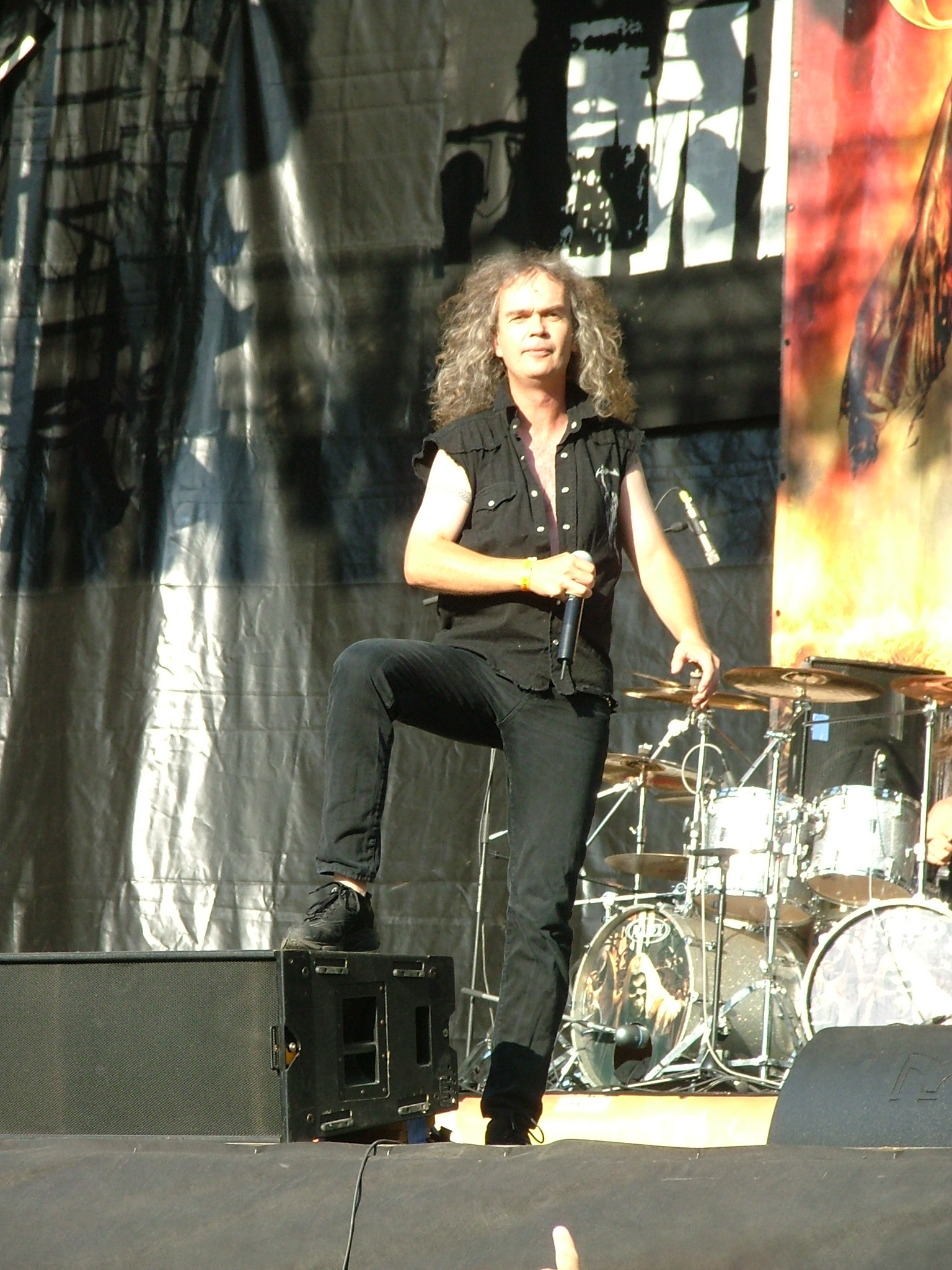
Mit Grave Digger beim Metalcamp 2007

Als seine musikalischen Einflüsse nennt Boltendahl Van Halen, Judas Priest, Motörhead, Accept.
Neben seiner Arbeit als Musiker war er als A&R-Manager für das spanische Plattenlabel Locomotive Records tätig. Außerdem ist er Fotograf und Maler.
Zum 30-jährigen Bühnenjubiläum von Doro Pesch sang er beim Wacken Open Air 2013 mit ihr den Song East meets West und im Quartett mit Udo Dirkschneider die Wackenhymne 2011 We are the Metalheads.
2023 gründete er Chris Boltendahl’s Steelhammer für sein erstes Soloalbum Reborn in Flames.

## Diskografie
mit Chris Boltendahl’s Steelhammer
- siehe Chris Boltendahl’s Steelhammer#Diskografie

### Als festes Mitglied
mit Grave Digger
- siehe Grave Digger#Diskografie

mit Digger
- 1986: Stronger than Ever

mit Hawaii
- 1989: Bottles and Four Coconuts (Demo)

mit Hellryder
- 2021: The Devil Is a Gambler

### Als Gastmusiker
mit Helloween
- 1985: Walls of Jericho

mit Edguy
- 1997: Kingdom of Madness

mit White Skull
- 1999: Tales from the North

mit The Company
- 1997: Frozen by Heat

mit Genius: A Rock Opera
- 2002: Episode 1: A Human into Dreams’ World

mit van Canto
- 2010: Tribe of Force

mit Painside
- 2010: Dark World Burden

mit Neck Cemetery
- 2020: Born in a Coffin